# Adolf Theuer
Adolf Theuer (ur. 20 września 1920, zm. 23 kwietnia 1947) – zbrodniarz hitlerowski, członek załogi obozów koncentracyjnych Auschwitz-Birkenau i Buchenwald oraz SS-Unterscharführer.
Urodził się w miejscowości Henneberg-Bolatitz (obecnie powiat Opawa w Czechach). Z zawodu był murarzem. W latach 1940–1945 pełnił służbę w obozie Auschwitz-Birkenau, gdzie był sanitariuszem SS oraz kierował służbą dezynfekcyjną. Osobiście kierował akcjami gazowania Żydów i niezdolnych do pracy więźniów w komorach gazowych obozu. Uczestniczył również w spalaniu ciał pomordowanych ofiar. Po zakończeniu służby w Auschwitz przeniesiony został do podobozu KL Buchenwaldu – Ohrdruf.
Po zakończeniu wojny został osądzony przez sąd czechosłowacki, skazany na karę śmierci i powieszony w miejscowości Opawa w kwietniu 1947.